# Hồ Ontario

Hồ Ontario và các hồ khác nằm trong Ngũ Đại Hồ

Hồ Ontario là một trong Ngũ Đại Hồ thuộc khu vực Bắc Mỹ. Hồ giáp về phía bắc, tây và tây nam là tỉnh Ontario của Canada, và về phía nam và đông là bang New York của Hoa Kỳ với các ranh giới nước ở giữa hồ. Ontario, tỉnh đông dân nhất của Canada, là tên được đặt cho hồ này.
Các thành phố thuộc Toronto, Kingston, Ontario, và Hamilton, Ontario nằm trên đường bờ hồ phía bắc và phía tây của hồ, trong khi đó thành phố Rochester, New York, Hoa Kỳ nằm ở bờ phía nam. Trong tiếng Wyandot, tên Ontarí'io nghĩa là "hồ lớn". Đầu vào chính của hồ là sông Niagara từ Hồ Erie. Là hồ cuối cùng trong chuỗi Ngũ Đại Hồ, hồ Ontario có vai trò là cửa ra Đại Tây Dương thông qua sông Saint Lawrence, bao gồm phần cuối phía đông của đường biển Saint Lawrence. Đây là hồ Lớn duy nhất không giáp với bang Michigan.

## Địa lý

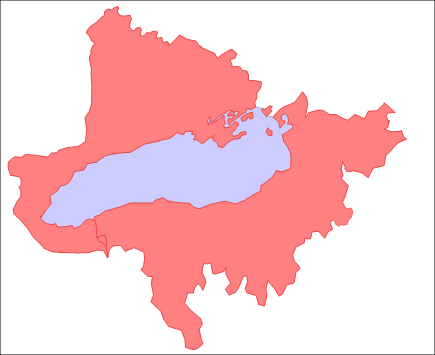
Lưu vực hồ Ontario

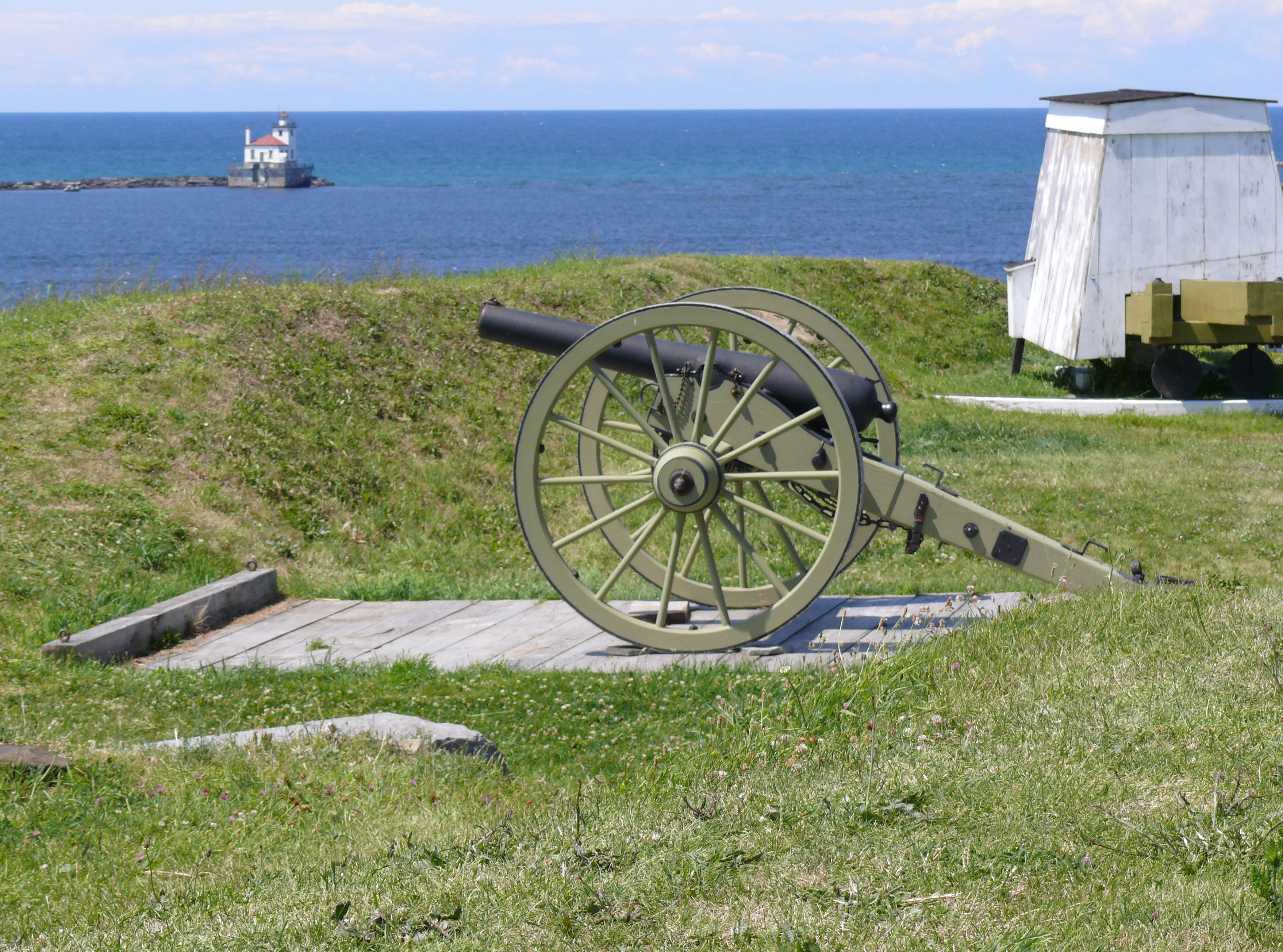
Cảnh nhìn từ pháo đài Ontario, Oswego, New York

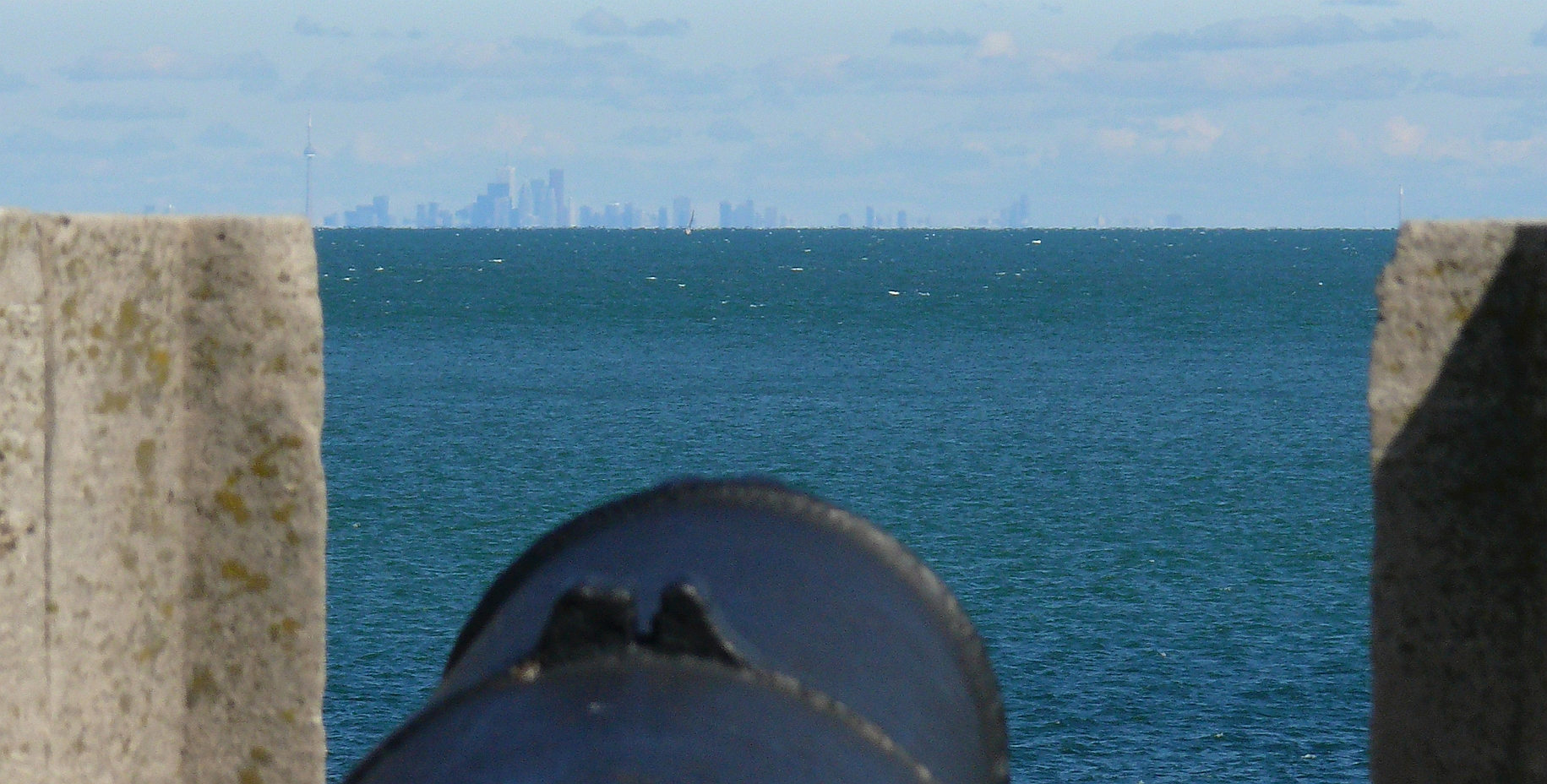
Khẩu pháo có tính lịch sử ở pháo đài Niagara; Toronto có thể bắn xuyên qua hồ

Hồ Ontario nằm ở cực đông của Ngũ Đại Hồ và là hồ có diện tích bề mặt nhỏ nhất (7,340 sq mi, 18,960 km²), mặc dù nó vượt hồ Erie về khối lượng nước (393 cu mi, 1,639 km³). Hồ Ontario là hồ lớn thứ 13 trên thế giới. Nếu tính cả các đảo trên hồ, đường bờ hồ có chiều dài 712 dặm (1.146 km). Là hồ cuối cùng trong chuỗi thủy văn Ngũ Đại Hồ, hồ Ontario có độ cao bề mặt trung bình thấp nhất trong các hồ, ở mức 243 feet (74 m) so với mực nước biển và thấp hơn 326 foot (99 m) so với các hồ khác. Hồ Ontario có chiều dài tối đa và chiều rộng tối đa lần lượt là 193 dặm pháp định (311 kilômét; 168 hải lý) và 53 dặm pháp định (85 km; 46 nmi). Độ sâu trung bình của hồ là 47 fathom 1 foot (283 ft; 86 m), với độ sâu tối đa là 133 fathom 4 feet (802 ft; 244 m). Nguồn nước chính của hồ là sông Niagara, đường thoát nước hồ Erie, với sông Saint Lawrence đóng vai trò là cửa xả nước. Lưu vực hồ Ontario có diện tích 24,720 dặm vuông (64,030 km²). Giống như các hồ khác trong Ngũ Đại Hồ, mực nước hồ Ontario thay đổi trong năm (nguồn nước đầu vào thay đổi theo mùa) và giữa các năm (do có các xu hướng dài hạn về lượng mưa). Các dao động của mực nước là một phần không thể thiếu của hệ sinh thái hồ, tạo ra và duy trì các vùng đất ngập nước rộng lớn. Ngành thủy sản nước ngọt trên hồ cũng có vai trò quan trọng trong việc phát triển kinh tế, tuy nhiên ngành này bị tác động tiêu cực từ một số nhân tố, chẳng hạn như việc đánh bắt cá quá mức, ô nhiễm nước và các loài sinh vật xâm lấn.
Các doi cát được hình thành từ các luồng gió và dòng chảy phổ biến tạo ra một số lượng đáng kể các đầm phá và các bến cảng tự nhiên mà tàu thuyền có thể tránh bão, đa số gần (nhưng không giới hạn ở) hạt Prince Edward, Ontario, và đường bờ biển phía cực đông. Cảng Toronto là một ví dụ nổi bật, được chọn là bến cảng chiến lược của thủ đô Thượng Canada. Các ví dụ khác đó là cảng Hamilton, vịnh Irondequoit, vịnh Presqu'ile và vịnh Sodus. Các doi cát cũng là địa điểm có các bãi biển dài, chẳng hạn như công viên tỉnh Sandbanks và công viên bang Sandy Island Beach. Các vùng đất ngập nước rộng lớn có kết nối với các doi cát này, hỗ trợ nơi sinh sống của số lượng lớn các loài động thực vật, cũng như là khu vực nghỉ chân chủ yếu của các loài chim di cư. Presqu'ile, trên bờ bắc của hồ Ontario, đặc biệt quan trọng về mặt này. Một đặc điểm thú vị của hồ là vịnh Quinte có hình chữ Z ngăn cách hạt Prince Edward với đất liền Ontario, để lại một eo đất 2 dặm (3,2 km) gần Trenton; đặc điểm này cũng hỗ trợ nhiều vùng đất ngập nước và thực vật thủy sinh, cũng như các ngành thủy sản có liên kết.
Các con sông chính chảy vào hồ Ontario bao gồm sông Niagara, sông Don, sông Humber, sông Trent, sông Cataraqui, sông Genesee, sông Oswego, sông Black, sông Little Salmon, và sông Salmon.

## Địa chất
Trong thời kỳ băng hà cuối cùng, các tảng đá mềm và yếu có niên đại từ kỷ Silur bởi dải băng Wisconsin va chạm và tạo ra lưu vực hồ Ontario. Hoạt động của băng xảy ra dọc theo thung lũng tiền thời kỳ băng hà trên sông Ontarian có định hướng gần giống với lưu vực ngày nay. Tảng băng đẩy các đá sét tảng băng về phía nam và quá trình đó đã để lại các dạng địa hình như các drumlin, kame và moraine, cả trên mặt đất ngày này và đáy hồ, tái thiết toàn bộ hệ thống thoát nước của khu vực.
Khi tảng băng lùi dần về phía bắc, nó vẫn bồi đắp khu vực cửa xả của thung lũng St. Lawrence, vì vậy mặt hồ từng ở mức cao hơn. Giai đoạn này được gọi là hồ băng Iroquois. Trong suốt thời gian này, nước trong hồ rút qua địa điểm Syracuse, New York ngày nay, vào sông Mohawk, sau đó chảy ra sông Hudson và Đại Tây Dương. Đường bờ biển được tạo ra trong giai đoạn này có thể dễ nhận ra vì các bãi biển (hiện đã khô) và các ngọn đồi cắt sóng cách đường bờ biển hiện nay từ 10 đến 25 dặm (15 đến 40 km). Cuối cùng, khi băng rút khỏi thung lũng St. Lawrence, cửa xả nằm bên dưới mực nước biển, và trong một thời gian ngắn, hồ trở thành một biển nội hải của Đại Tây Dương, cùng với biển biển Champlain. Dần dần vùng đất phục hồi sau khi giải phóng khối băng nặng khoảng 6.500 feet (2,000 m) xếp chồng lên đó. Vùng đất vẫn đang phục hồi với tốc độ khoảng 12 inches (30 cm) mỗi thế kỷ ở khu vực St. Lawrence. Kể từ khi băng rút khỏi khu vực lần gần nhất, đợt phục hồi nhanh nhất vẫn xảy ra ở nơi này. Điều này có nghĩa là lòng hồ Ontario đang dần nghiêng về phía nam, làm ngập bờ phía nam và biến thung lũng sông thành vịnh. Cả hai bờ biển phía bắc và phía nam đều bị xói mòn, nhưng sự nghiêng sẽ làm tăng tác động này lên bờ phía nam, gây thiệt hại tài sản cho các nhà cửa bên bờ hồ.

## Khí hậu
Hồ có hiện tượng thủy triều giả tự nhiên xảy ra trong khoảng 11 phút. Hiệu ứng thủy triều giả (seiche) thông thường chỉ khoảng 3⁄4 inch (2 cm) nhưng có thể được khuếch đại mạnh do chuyển động của Trái Đất, gió và sự thay đổi áp suất khí quyển. Do độ sâu lớn, vào mùa đông toàn bộ hồ không hoàn toàn đóng băng, nhưng có một lớp băng bao phủ từ 10% đến 90% diện tích hồ thường phát triển, tùy theo vào mức độ khắc nghiệt của thời tiết. Các tảng băng thường hình thành dọc theo bờ hồ và ở các vịnh nước chùng do không sâu lắm. Trong suốt mùa đông các năm 1877 và 1878, độ phủ băng lên đến 95-100% diện tích hồ. Trong cuộc chiến năm 1812, lớp băng phủ đã đủ ổn định và cứng khiến chỉ huy hải quân Hoa Kỳ đóng tại cảng Sackets lo sợ về một cuộc tấn công của Anh từ Kingston xuyên qua trên lớp băng. Người ta ghi nhận ghi nhận mặt hồ đóng băng hoàn toàn trong năm lần: vào năm 1830, 1874, 1893, 1912, và 1934.
Vào mùa đông, các cơn gió lạnh lướt qua mặt nước hồ ấm hơn, hút độ ẩm bên dưới và trả lại hồ các bông tuyết rơi do hiệu ứng hồ. Do các cơn gió mùa đông phổ biến đến từ phía tây bắc, vì vậy đường bờ hồ phía nam và đông nam được gọi là vành đai tuyết. Lượng tuyết rơi từ 600 feet trở lên (600  cm) xảy ra ở khu vực giữa Oswego và Pulaski, New York vào một số mùa đông. Đồi Tug là một khu vực đất cao cũng bị tác động bởi tuyết rơi do hiệu ứng hồ, cách hồ Ontario 20 dặm (32 km) về phía đông. Đồi cũng như cái tên của chính nó là nơi có tuyết rơi hơn nhiều hơn bất kỳ vùng nào khác ở Miền Đông Hoa Kỳ. Vì vậy, đồi Tug là một địa điểm phổ biến cho những người đam mê mùa đông, chẳng hạn như vận động viên trượt tuyết và trượt tuyết băng đồng. Tuyết rơi do hiệu ứng hồ thường kéo dài trong đất liền đến tận thành phố Syracuse và là thành phố thường ghi nhận lượng tuyết rơi vào mùa đông nhiều nhất trong các thành phố lớn nào ở Hoa Kỳ. Trên thế giới, một số thành phố cũng có lượng tuyết rơi lớn hơn hàng năm, ví dụ như Québec, trung bình lượng tuyết rơi là 135 inch (340 cm) và Sapporo, Nhật Bản, nhận 250 inch (640 cm) mỗi năm và thường được coi là thành phố có nhiều tuyết nhất trên thế giới.
Sự tương phản nhiệt có thể gây ra các điều kiện thời tiết sương mù (đặc biệt là vào mùa thu), là một trong những trở ngại đối với những người chèo thuyền giải trí. Vào mùa xuân, gió từ hồ có xu hướng làm chậm quá trình nở hoa của cây ăn trái cho đến khi nguy cơ xuất hiện băng giá qua đi, và vào mùa thu kìm hãm sự tấn công của sương giá mùa thu, đặc biệt là ở bờ biển phía nam. Những cơn gió mát trên bờ cũng làm chậm quá trình nở hoa sớm của cây ăn trái và hoa cho đến cuối mùa xuân, bảo vệ chúng khỏi những thiệt hại mà sương giá có thể xảy ra. Các hiệu ứng vi khí hậu như trên cho phép quá trình sản xuất trái cây mềm với điều kiện khí hậu lục địa, và bờ tây nam là một khu vực lớn trồng cây ăn trái. Nhiều vườn kinh doanh xung quanh thành phố Rochester trồng các loại trái cây như táo tây, anh đào, lê, mận và đào. Giữa Stoney Creek, Ontario và Niagara-on-the-Lake ở bán đảo Niagara là một khu vực trồng trái cây và sản xuất rượu vang lớn. Vùng trồng nho trải dài qua biên giới quốc tế đến các quận như Niagara và Orleans ở New York. Các giống táo chịu được khí hậu khắc nghiệt hơn được trồng ở bờ phía bắc của hồ, xung quanh thị trấn Cobourg.

## Khu định cư

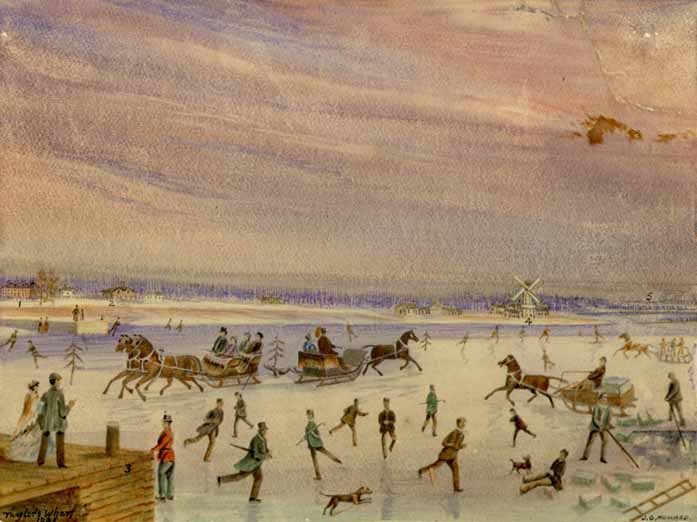
Mùa đông ở cảng Toronto năm 1835

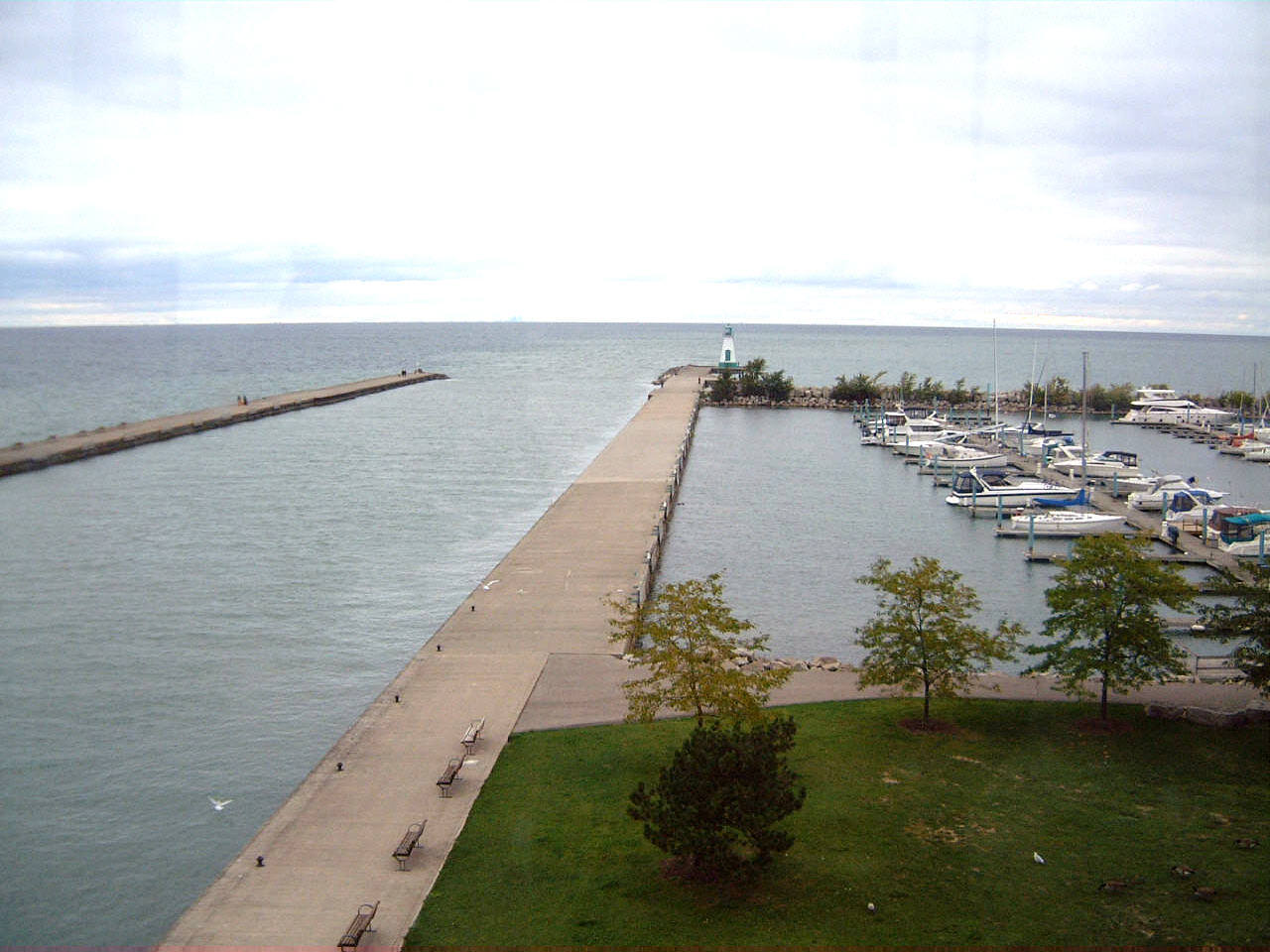
Bến thuyền ở cảng Dalhousie, Ontario

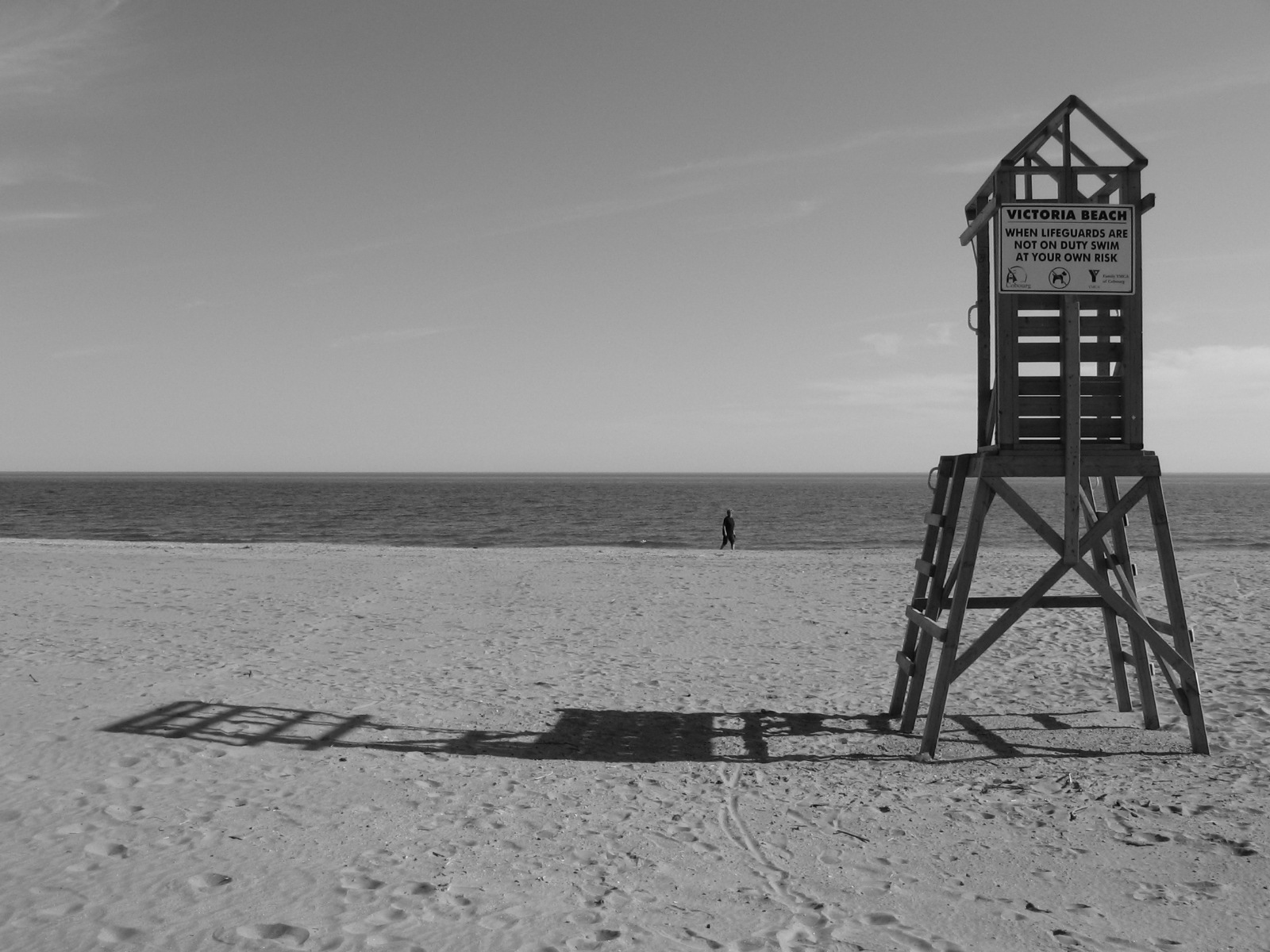
Vịnh Victoria, Cobourg, Ontario

Golden Horseshoe là một cụm đô thị lớn nằm phía bờ cực tây của hồ, gồm các thành phố Toronto, Mississauga, Burlington và Hamilton. Phần lãnh thổ Canada có các bến cảng bao gồm St. Catharines, Oshawa, Cobourg và Kingston, gần cửa ra sông St. Lawrence. Lưu vực hồ Ontario là nơi sinh sống của gần 9 triệu người, hay hơn một phần tư dân số Canada. Bờ hồ phía Hoa Kỳ phần lớn là vùng nông thôn, ngoại trừ Rochester, cảng Sackets, và các cảng nhỏ ở Oswego. Thành phố Syracuse nằm trong đất liền 40 dặm (64 km) kết nối với hồ thông qua Hệ thống Kênh đào Tiểu bang New York. Trên phần lãnh thổ Hoa Kỳ, lưu vực hồ Ontario là nơi sinh sống của hơn 2 triệu người.
Từ năm 2000, Crystal Lynn II là phà chở khách/phương tiện giữa vịnh Irondequoit và Henderson, New York. Sau đây là danh sách các địa điểm mà chiếc phà này ghé đến theo lộ trình di chuyển.
Ontario, Canada
- Toronto
- Mississauga
- Hamilton, Ontario
- Burlington, Ontario
- Oshawa
- Kingston, Ontario
- Whitby, Ontario
- Stoney Creek, Ontario
- Grimsby, Ontario
- Oakville, Ontario
- St. Catharines
- Port Hope, Ontario
- Cobourg
- Brighton, Ontario
- Pickering, Ontario
- Ajax, Ontario
- Bowmanville
- Belleville, Ontario
- Trenton, Ontario
- Niagara-on-the-Lake

New York, Hoa Kỳ
- Rochester, New York
- Greece (thị trấn), New York
- Irondequoit, New York
- Webster, New York
- Oswego, New York
- Fair Haven, New York
- Sackets Harbor, New York
- Cape Vincent, New York
- Three Mile Bay, New York
- Wilson (village), New York
- Chaumont, New York
- Olcott, New York
- Sodus Point, New York

### Lưu thông trên hồ và ra biển

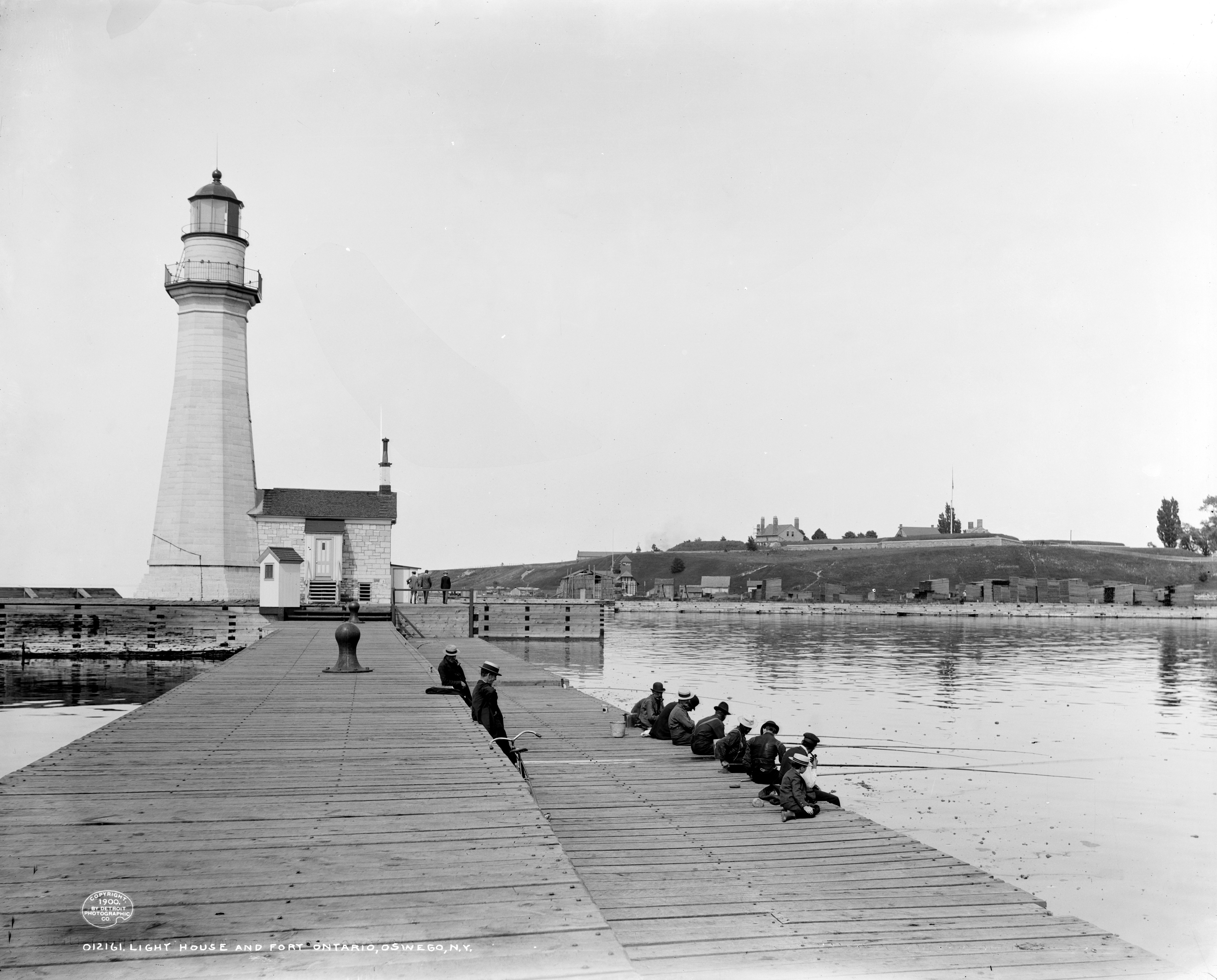
Câu cá tại Hải đăng Đầu trụ phía Tây cảng Oswego ở Oswego, New York, c. 1900. Pháo đài Ontario ở phía sau.

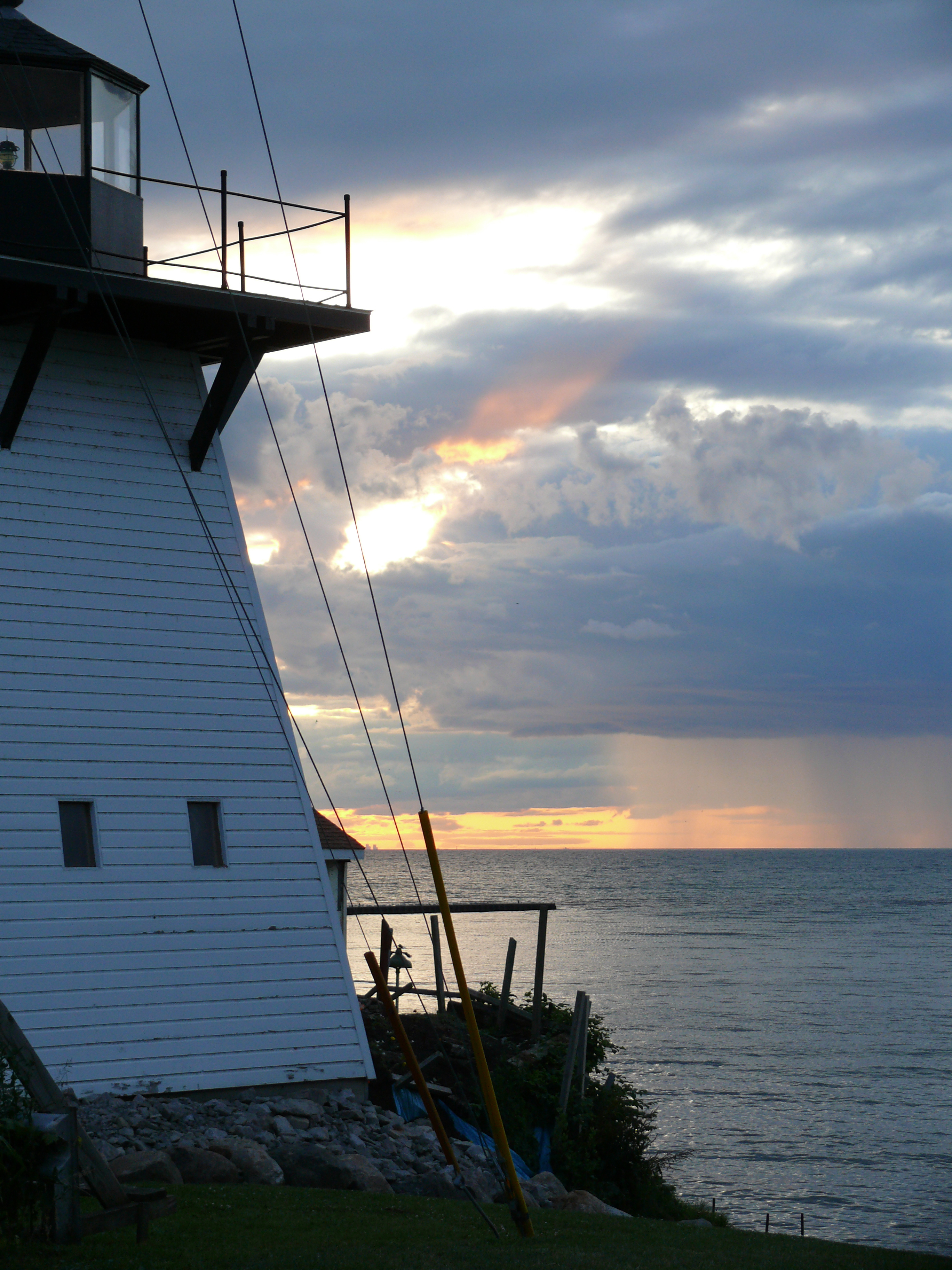
Hải đăng Olcott, Olcott, New York

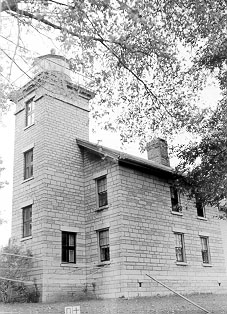
Hải đăng Sodus Point, Sodus Point, New York

Hệ thống đường thủy Ngũ Đại Hồ nối kết vùng ven hồ với Đại Tây Dương thông qua đường biển Saint Lawrence và ngược dòng tới các con sông khác trong chuỗi đường thủy qua kênh đào Welland và tới hồ Erie. Đường thủy Trent – Severn dành cho các thuyền du ngoạn kết nối hồ Ontario ở vịnh Quinte với vịnh Georgia (hồ Huron) thông qua hồ Simcoe. Kênh Oswego kết nối hồ ở Oswego với hệ thống kênh đào bang New York, với các cửa xả ra sông Hudson, hồ Erie và hồ Champlain. Kênh đào Rideau, cũng dành cho các chiếc thuyền du ngoạn, liên thông hồ Ontario ở Kingston với sông Ottawa ở trung tâm thành phố Ottawa, Ontario.

### Các ngọn hải đăng
Hồ có chứa các ngọn hải đăng sau:
- Beach Canal Lighthouse
- Braddock Point Light
- Charlotte–Genesee Lighthouse
- Gibraltar Point Lighthouse
- Oswego Harbor West Pierhead Light
- Presqu'ile Provincial Park
- Selkirk Light
- Sodus Point Light
- Stony Point (Henderson) Light
- Thirty Mile Point Light

### Các quần đảo
Đa số các hòn đảo của hồ Ontario đều nằm ở bờ biển phía đông và đông bắc, giữa mũi đất của quận Prince Edward và cửa ra của hồ tại Kingston, với nền địa chất là đá nền được tìm thấy trong toàn khu vực.
- Quần đảo Toronto - tàn tích của một bãi cát được hình thành bởi xói mòn bờ biển (coastal erosion).
- Đảo Wolfe (Ontario) - đảo lớn nhất ở hồ Ontario.
- Đảo Hiệp hội (Association Island)
- Đảo Galloo – và gần đó là đảo Little Galloo, đảo Calf, và đảo Stony
- Đảo Amherst
- Đảo Simcoe
- Đảo Garden (Ontario)
- Đảo Grenadier, New York
- Đảo Waupoos, Ontario
- Đảo Nicholson (hồ Ontario)
- Đảo Big (vịnh Quinte)

## Bơi xuyên qua hồ
Tính đến  năm 2012, có gần 50 người đã thành công bơi xuyên qua hồ Ontario. Marilyn Bell là người đầu tiên lập được kỷ lục này vào năm 1954 ở tuổi 16. Công viên Marilyn Bell ở Toronto được đặt tên Marilyn Bell để vinh danh cô. Công viên mở cửa vào năm 1984 và nằm ở phía đông nơi Bell đã hoàn thành chặng bơi của mình. Năm 1974, Diana Nyad trở thành người đầu tiên bơi ngược dòng xuyên qua hồ (từ bắc xuống nam). Vào ngày 28 tháng 8 năm 2007, Natalie Lambert 14 tuổi đến từ Kingston, Ontario, đã bơi từ cảng Sackets, New York và đến lưu vực Liên đoàn Kingston chưa đầy 24 giờ sau khi cô bơi vào hồ. Vào ngày 19 tháng 8 năm 2012, Annaleise Carr 14 tuổi trở thành người trẻ nhất bơi qua hồ. Cô đã hoàn thành quãng đường 32 dặm (52-km) từ thị trấn Niagara-on-the-Lake đến công viên Marilyn Bell chỉ trong vòng chưa đầy 27 giờ.

## Công nghiệp hóa
Chính phủ Ontario nắm các quyền quản lý ở mặt đáy trên phần diện tích hồ thuộc lãnh thổ Canada theo Đạo luật "Beds of Navigable Waters", và không cấp phép để tạo năng lượng gió ở ngoài khơi. Ở đề xuất thành lập trang trại tạo gió Trillium Power Wind 1 v. Ontario (Natural Resources), Tòa án Công lý Cấp cao Ontario đã nắm giữ Trillium Power — từ năm 2004, một "Ứng viên Đăng ký" (Applicant of Record) đã đầu tư 35.000 đô la Mỹ vào các chi phí, và đến năm 2011, luật sư bang (the Crown) đưa ra quyết định chính sách chống lại các trang trại gió ngoài khơi, và tuyên bố thiệt hại 2,25 tỷ USD nhưng không cho biết nguyên do cụ thể.
Trước kia, Ngũ Đại Hồ từng hỗ trợ ngành đánh bắt cá ở quy mô công nghiệp với doanh thu kỷ lục vào năm 1899, tuy nhiên việc đánh bắt quá mức khiến ngành này suy tàn. Ngày nay, hồ Otario chỉ có các hoạt động câu cá giải trí và cũng là địa điểm của một vài cảng thương mại lớn bao gồm cảng Toronto và cảng Hamilton. Cảng Hamilton là địa điểm chính của các cơ sở sản xuất thép.

## Hình ảnh

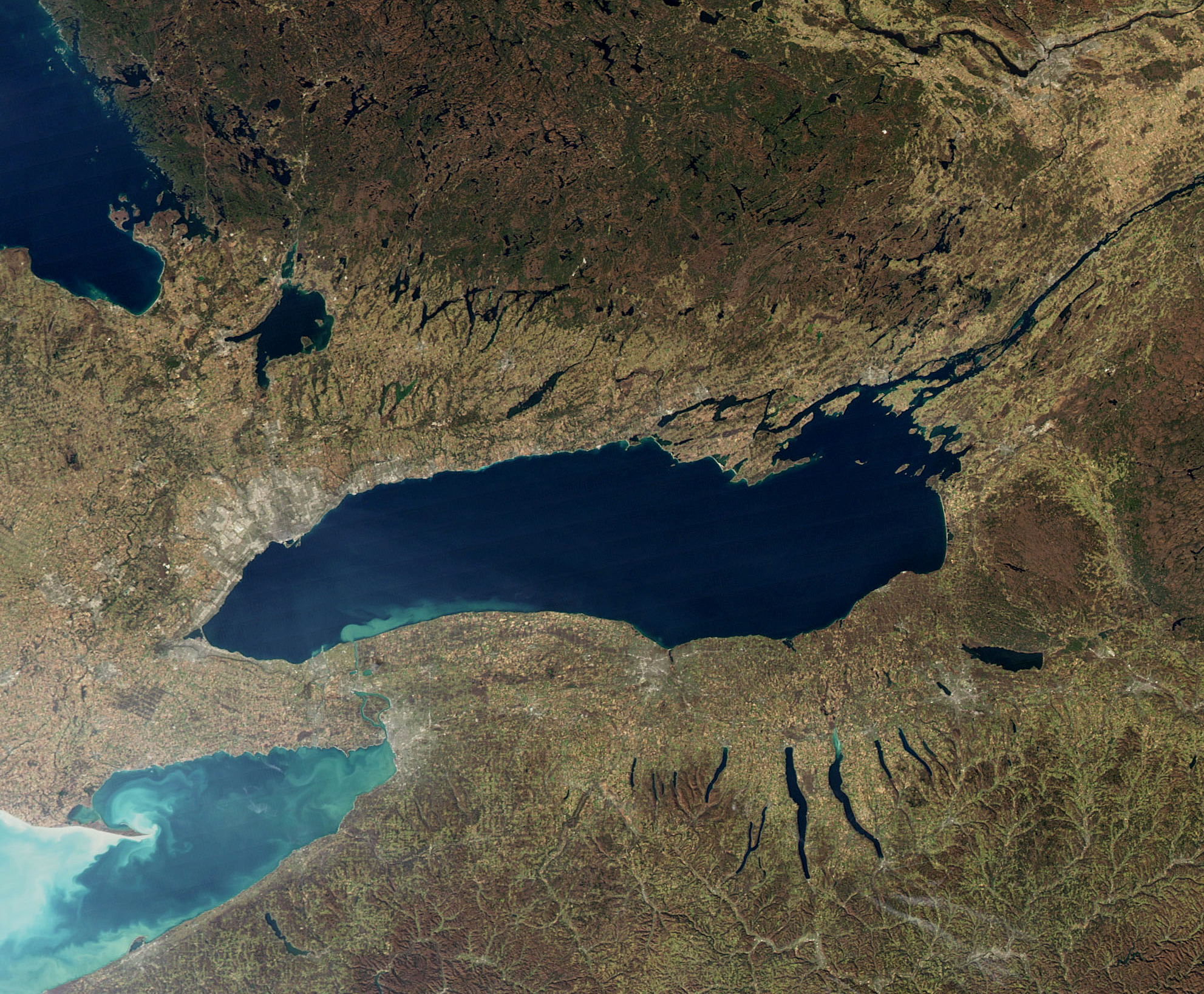
Hình ảnh vệ tinh vào cuối thu
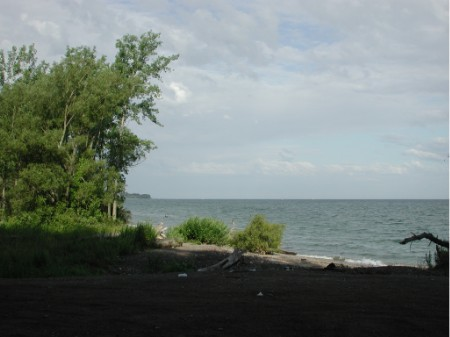
Cảnh hồ nhìn từ ngõ cụt của đường Dutch; Huron, New York (một thị trấn lân cận của thị trấn Wolcott, New York với dân cư thưa thớt)
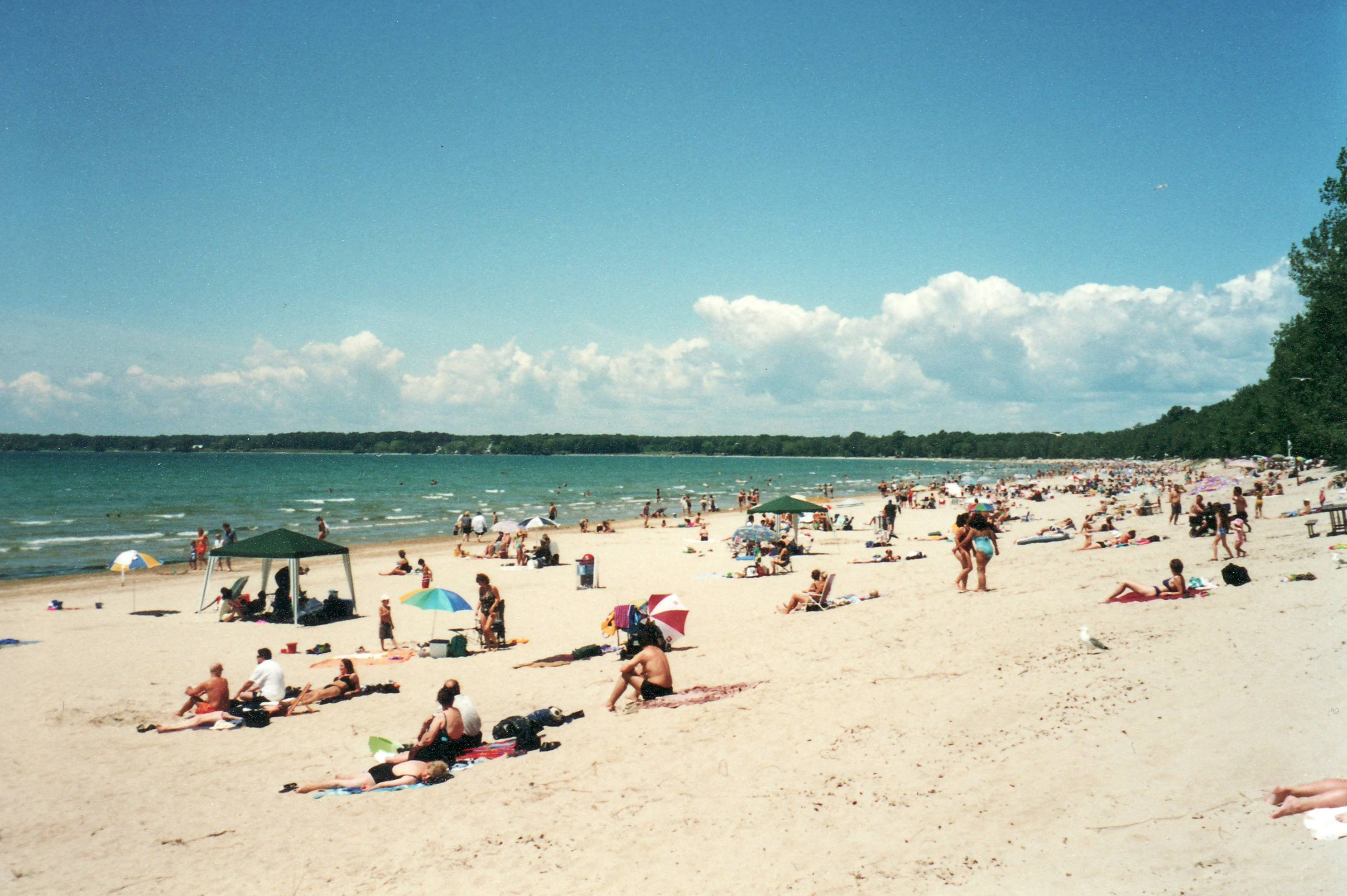
Công viên tỉnh Sandbanks
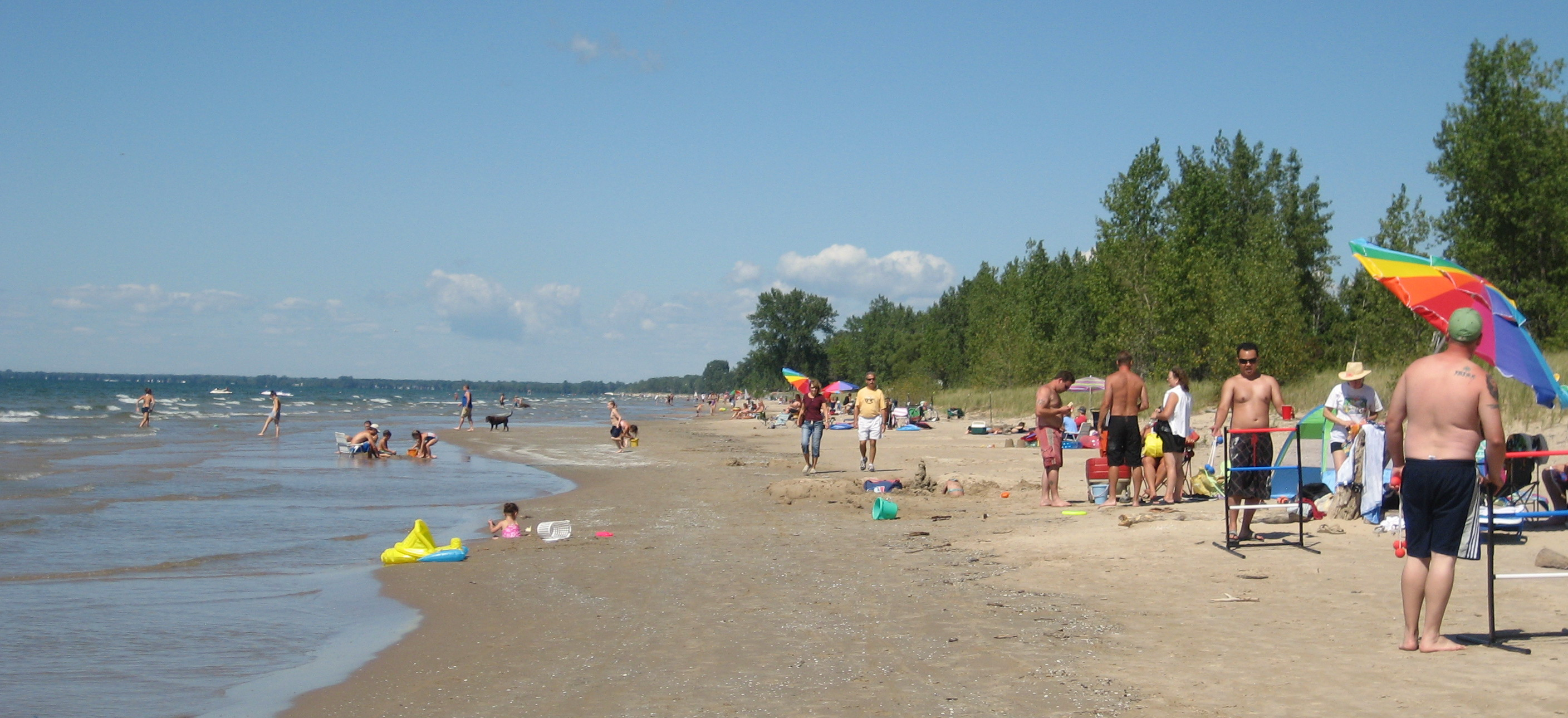
Tắm tại Southwick Beach State Park, bờ đông hồ Ontario, tiểu bang New York
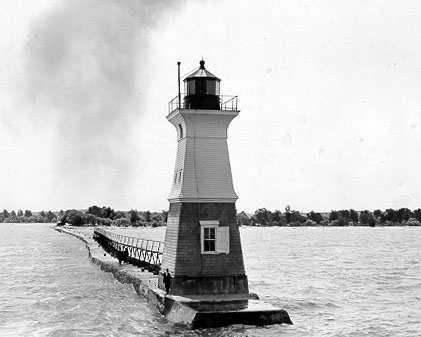
Hải đăng Bên ngoài Sodus, vịnh Sodus, New York
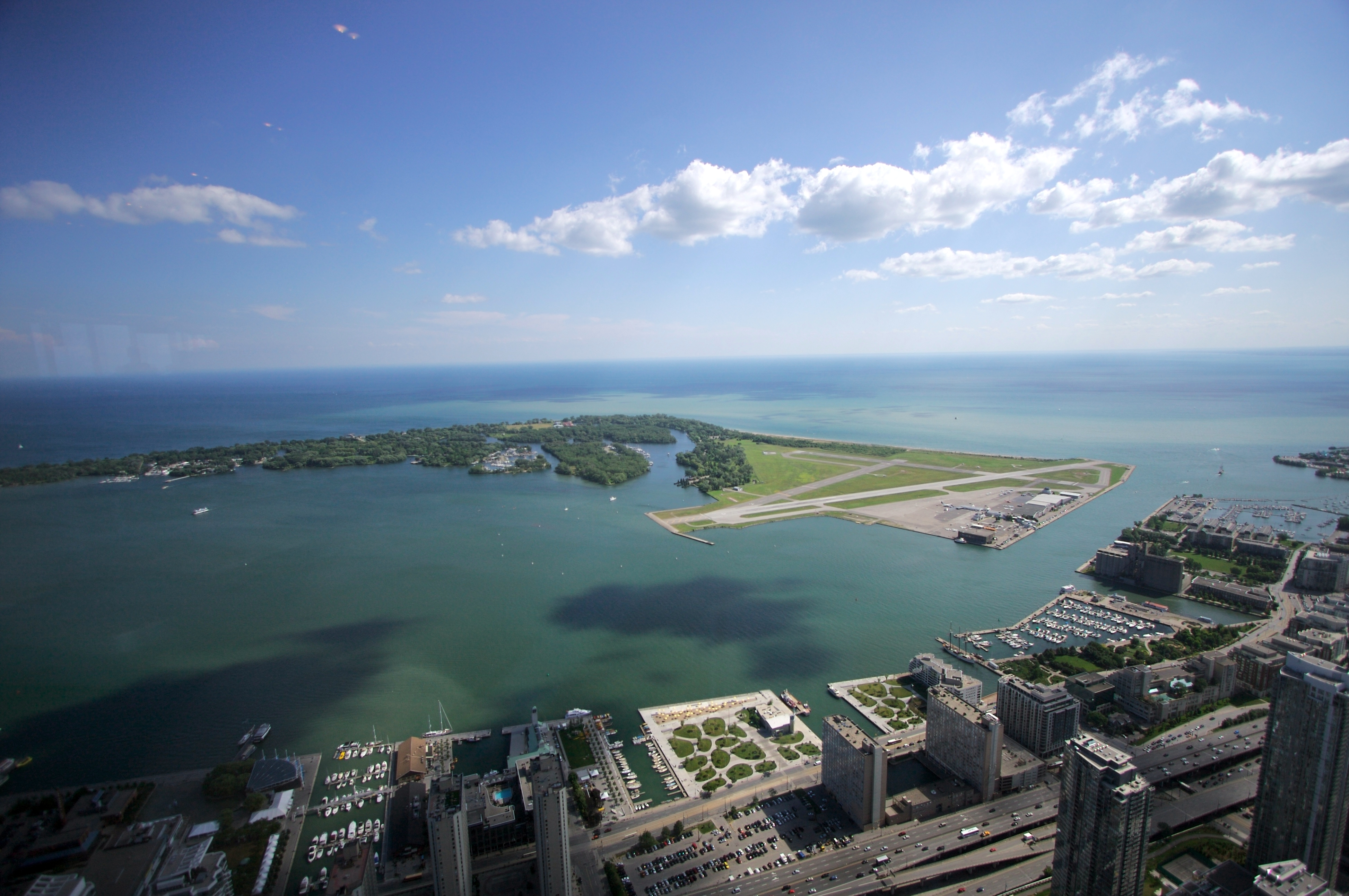
Cảnh hồ Ontario nhìn từ Tháp CN Toronto, cho thấy cảng Toronto, quần đảo Toronto, và sân bay Billy Bishop Toronto City
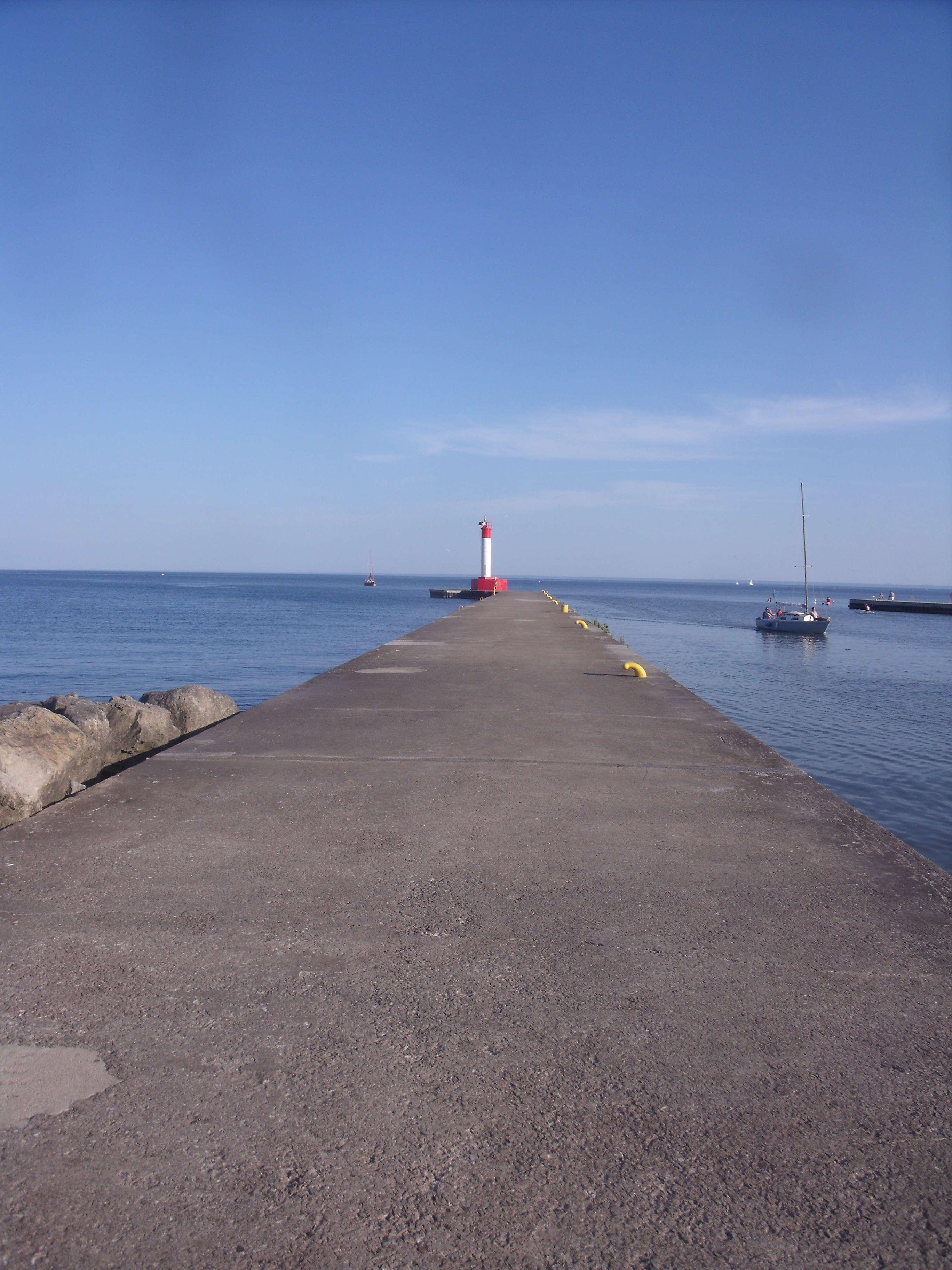
Đường đê ở Oakville, Ontario
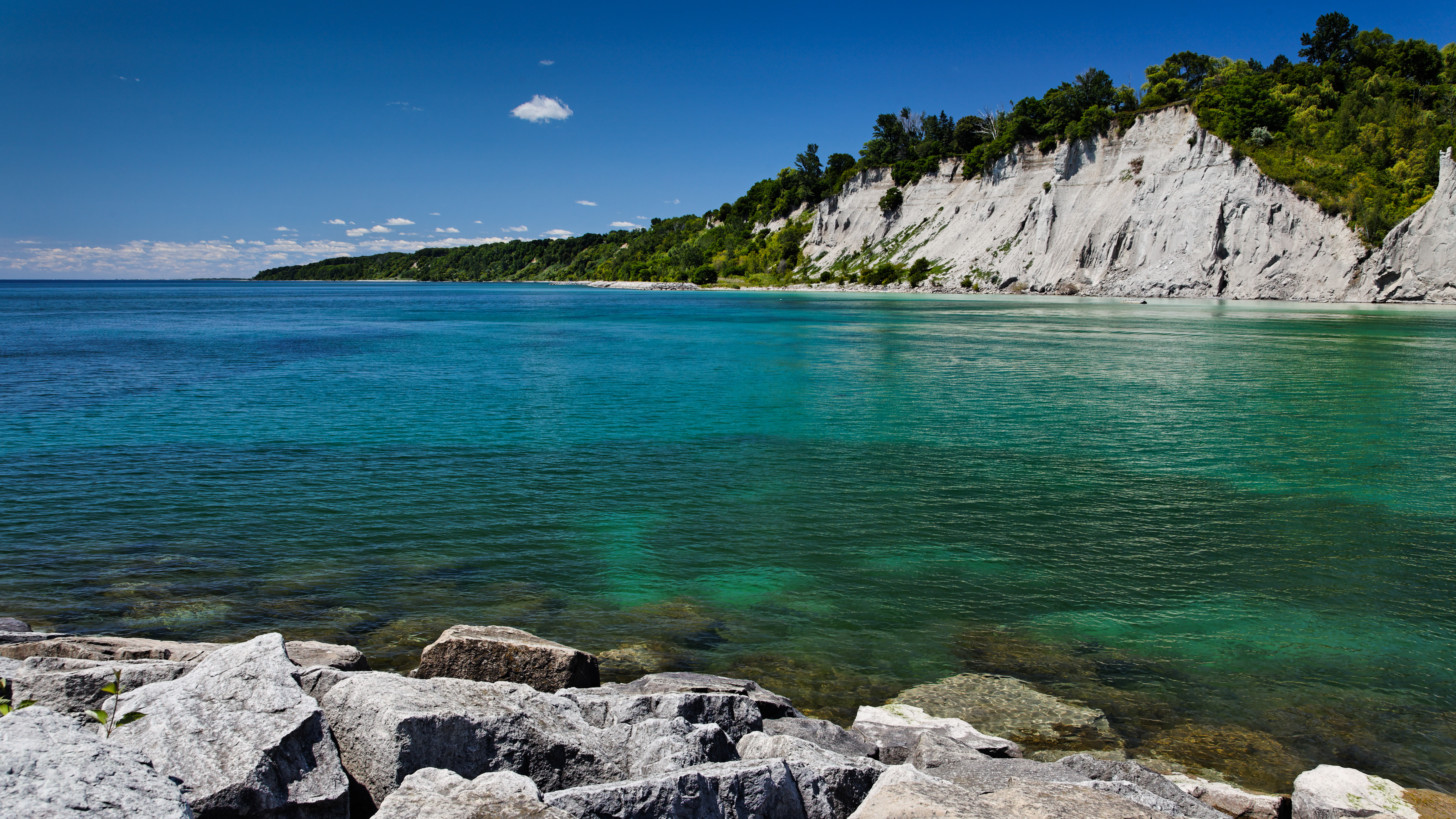
Scarborough Bluffs
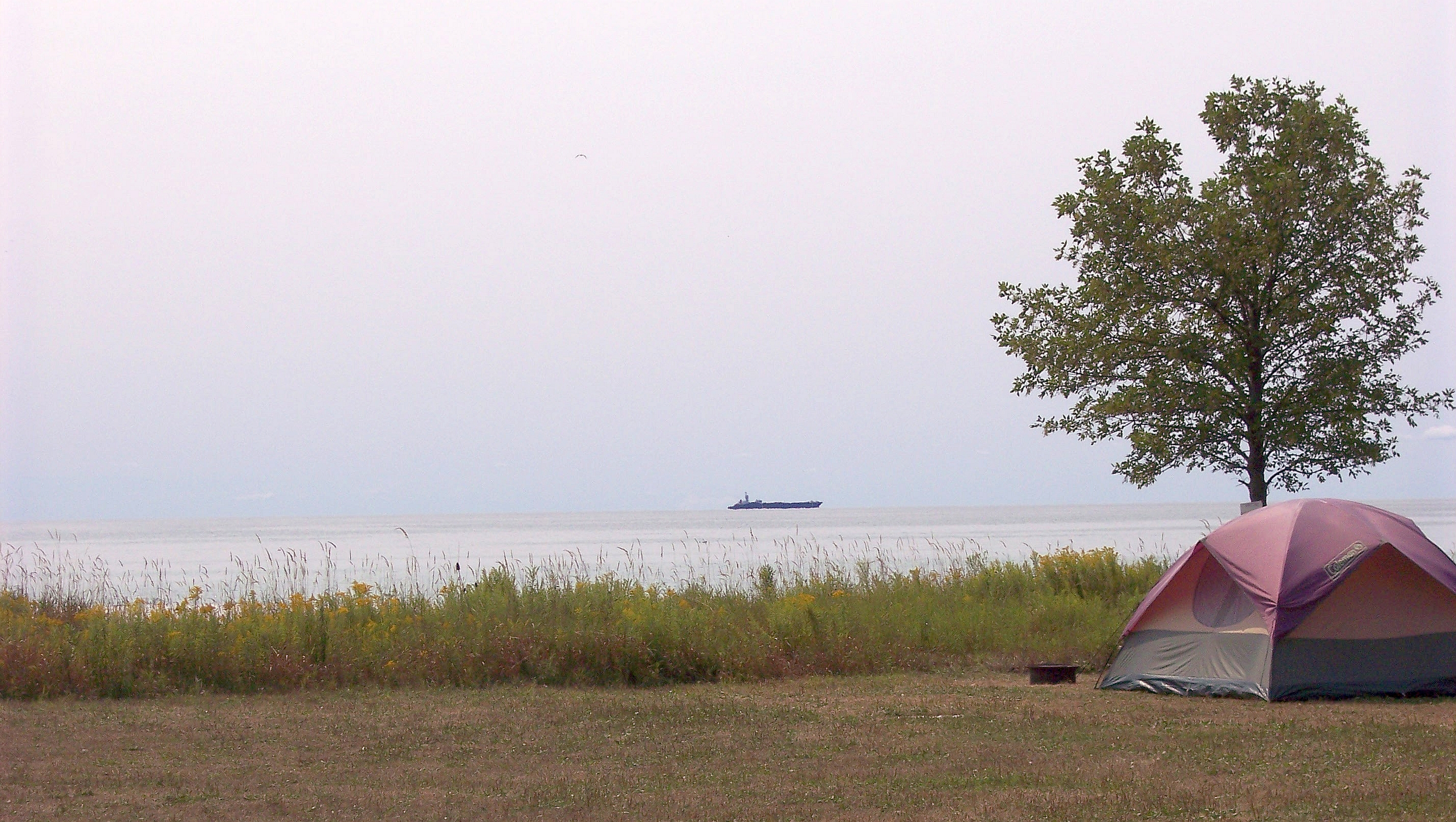
Hồ Ontario nhìn từ hạt Hoàng tử Edward, Ontario

### Ngũ Đại Hồ nói chung
- Great Lakes Areas of Concern
- Great Lakes census statistical areas
- Great Lakes Commission
- Great Recycling and Northern Development Canal
- Great Lakes Storm of 1913
- Boundary Waters Treaty of 1909
- List of cities on the Great Lakes
- Cuộc chiến tranh 60 năm, tranh chấp quyền kiểm soát Ngũ Đại Hồ
- Third Coast